# Кардшейрінг
Кардшейрінг — забезпечення у будь-якій формі та в будь-який спосіб доступу до програми (передачі) організації мовлення, доступ до якої обмежений суб'єктом авторського права і (або) суміжних прав застосуванням технічних засобів захисту (абонентська карта, код тощо), в обхід таких технічних засобів захисту, в результаті чого зазначена програма (передача) може бути сприйнята або в інший спосіб доступна без застосування технічних засобів захисту.